# Marie von Thadden-Trieglaff

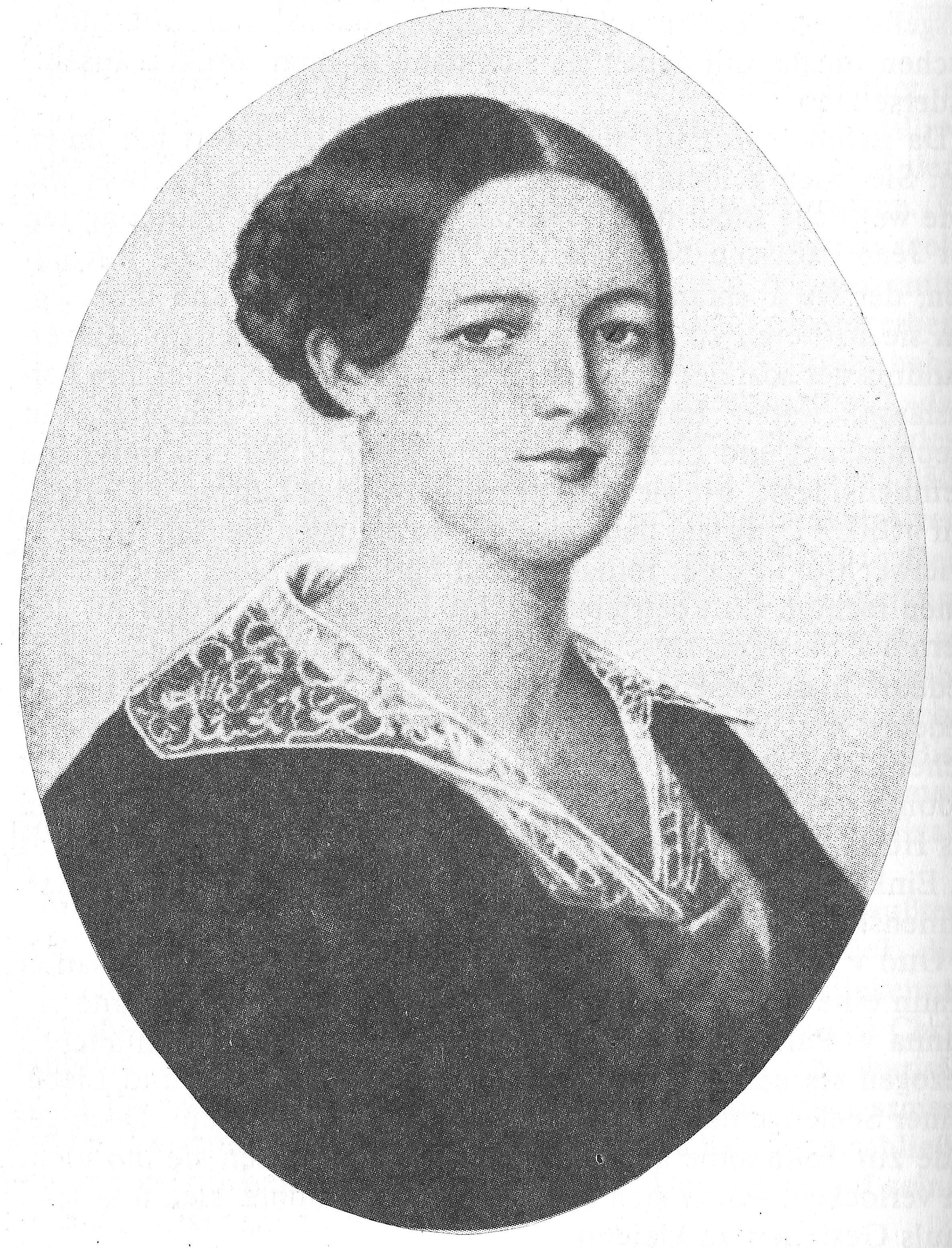
Marie von Thadden auf Trieglaff

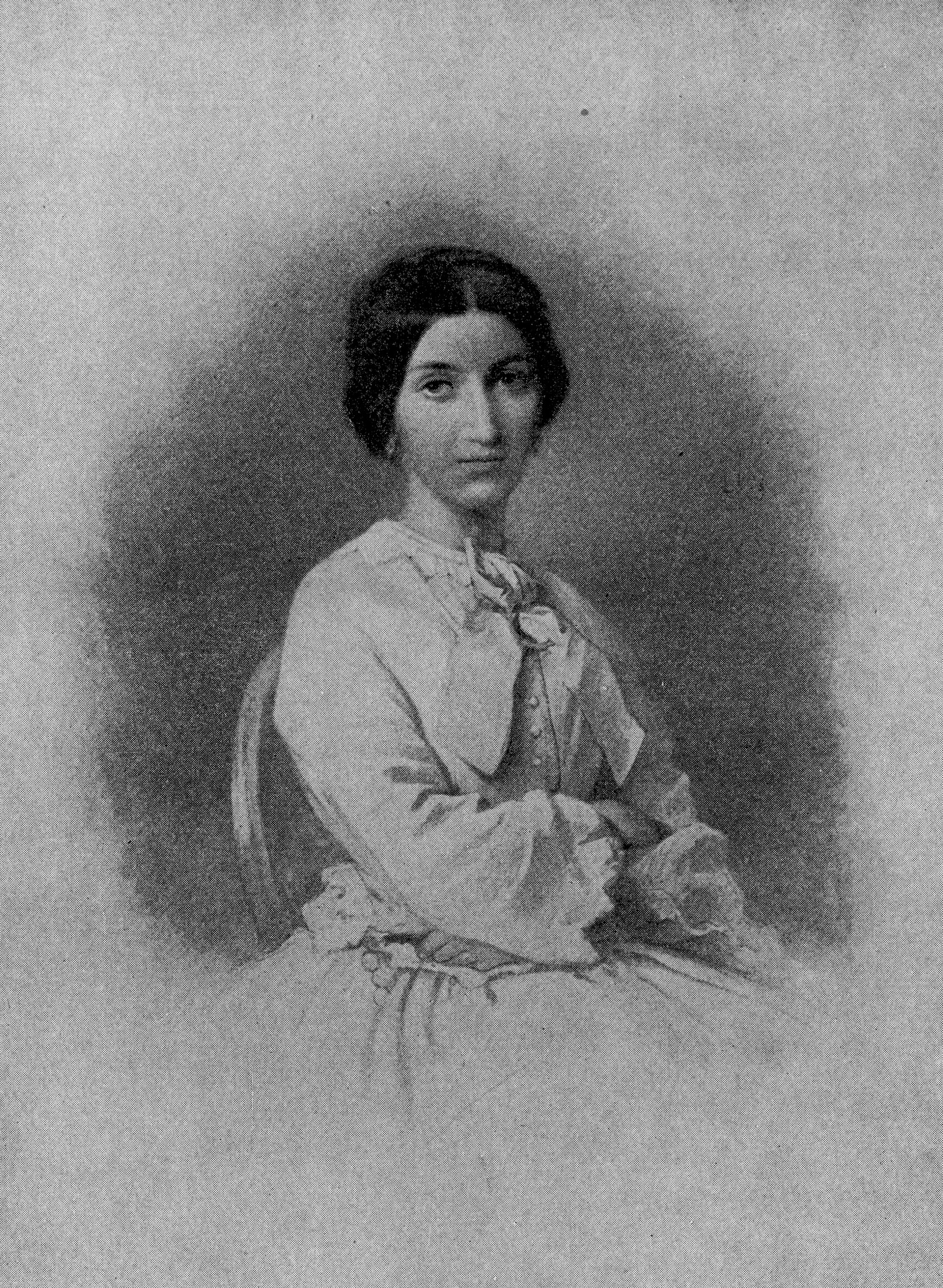
Johanna von Puttkamer in den 40er Jahren

Marie von Thadden-Trieglaff (* 1822 in Kardemin, Kreis Regenwalde; † 10. November 1846 ebenda) war die Tochter des Gutsbesitzers Adolf von Thadden-Trieglaff und die Ehefrau von Moritz Karl Henning von Blanckenburg. Sie war eine enge Bekannte von Otto von Bismarck.

## Die pommersche Erweckungsbewegung
Der Vater von Marie von Thadden, Adolf von Thadden-Trieglaff, war in Pommern zum Mittelpunkt einer pietistisch-protestantischen Erweckungsbewegung geworden, die sich der altlutherischen Kirche anschloss. Durch diese romantische Bewegung war auch Marie in ihren religiösen Gefühlen stark geprägt worden.
Nachdem sich Bismarck dazu entschlossen hatte, Landwirt zu werden, kam er öfter mit seinem Freund und ehemaligen Mitschüler Moritz von Blanckenburg zusammen, der in der Nähe des bismarckschen Kniephofs das väterliche Gut verwaltete. Er führte ihn in den pietistischen Kreis ein. Dass fast der gesamte pommersche Landadel in ihm vertreten war und auch der König Friedrich Wilhelm IV. in seiner romantisch-religiösen Art dieser Bewegung nahestand, dürfte wohl auch ein Grund Bismarcks gewesen sein. Die wichtigsten Vertreter dieses Kreises in Cardemin waren:
- Gustav von Below
- Moritz von Blanckenburg
- Ernst Ludwig von Gerlach
- Hans Hugo von Kleist-Retzow
- Adolf von Thadden-Trieglaff

Moritz von Blanckenburg, ein ehemaliger Mitschüler Bismarcks am Gymnasium zum Grauen Kloster, schrieb Bismarck ab 1843 mehrere Bekehrungsbriefe, um ihn dadurch wieder auf den tugendhaften Weg zurückzuführen. So kam Bismarck auch in Kontakt zu Blanckenburgs Verlobter Marie von Thadden.

## Liebe zu Otto von Bismarck
Die Bekehrungsversuche seines Freundes Blanckenburg wollten bei Bismarck nicht fruchten. Anders aber verhielt es sich bei den Beziehungen, die sich allmählich zur Verlobten Moritz von Blanckenburgs, Marie von Thadden, entwickelten. So schildert Marie Moritz voller Erstaunen eine Begegnung mit Bismarck am Vortag: „Ich habe noch nie jemanden seinen Unglauben oder vielmehr seinen Pantheismus so frei und klar auseinandersetzen hören …“ und sein offenbar mit Leidenschaft vorgebrachtes Bekenntnis: „Wie kann ich denn glauben, da ich doch einmal keinen Glauben gehabt habe: der muß entweder in mich hineinfahren oder ohne mein Zutun und Wollen in mir aufschließen!“
Zwischen Marie Thadden und Bismarck entwickelten sich Affinitäten, die beiden glückvoll und leidvoll zu schaffen machten. Bismarck war tief berührt von der liebevollen Teilnahme der jungen, bereits Moritz von Blanckenburg versprochenen Frau und hatte häufiger Umgang mit ihr. Das Verhältnis wird besonders von Maries Seite in zahlreichen Briefen beleuchtet, die in offener und häufig auch verdeckter Weise ihre Faszination von Bismarcks Persönlichkeit widerspiegeln.

## Tod und Ehevermittlung für Johanna von Puttkamer
Marie von Thadden führte mit ihren gleichfalls im Pietismus verwurzelten Jugendfreundinnen einen schwärmerischen Briefwechsel. Zu diesem Kreis gehörten Elisabeth von Mittelstadt, die Tochter des Stettiner Konsistorialpräsidenten, Hedwig von Blanckenburg und nicht zuletzt Johanna von Puttkamer, die spätere Frau Otto von Bismarcks und in Herzensangelegenheiten sogar eine besondere Vertraute Maries. Otto von Bismarck, der in ihrem Briefwechsel als interessanter Mann eine Rolle spielte und der bei Marie von Thadden und Johanna von Puttkamer unter literarischen Decknamen auftauchte, bezogen sie gern in ihre Schwärmereien von Glück und Liebe, reiner Seelengemeinschaft und religiöser Fürsorge ein.
Marie von Thadden hat viel für ihn getan. Sie war es, die ihn, unterstützt von Moritz, auf die Freundin Johanna von Puttkamer hinlenkte. Schon bei der Blanckenburg’schen Hochzeit, am 4. Oktober 1844, war absichtsvoll das erste Zusammentreffen zwischen Otto von Bismarck und Johanna von Puttkamer vorbereitet worden. Doch bei Bismarck schien kein Funke zu zünden. Moritz drang in ihn: „Komm und sieh! Willst Du sie nicht, dann nehme ich sie zu meiner zweiten Frau.“ Es vergingen noch fast zwei Jahre, ehe Otto von Bismarck in ein näheres Verhältnis zu Johanna von Puttkamer kam. Auf einer gemeinsam mit den Blankenburgs erlebten Harzreise kam sich das Paar dann schließlich näher.
Den letzten Ausschlag gab schließlich der frühe Tod von Marie von Thadden. 1846 entschloss Bismarck sich, nach Schönhausen überzusiedeln. Dort traf ihn die Nachricht vom Tode Marie von Blanckenburgs am 10. November 1846. Sie hatte ihre Mutter verloren, die kurz zuvor an einem epidemischen Fieber erkrankt war, und sich bei deren Pflege selbst eine tödlich verlaufende Gehirnentzündung zugezogen. Am 14. Dezember 1846 sprach sich Bismarck mit Johanna in Cardemin ab. Am 18. Dezember schrieb er darüber der Schwester: „Du weißt ungefähr, auf welchem Fuß ich mit dem Cardeminer Hause stand und wie schwer mich der neuerliche Todesfall deshalb trifft. Wenn noch etwas gefehlt hat, um mir den Entschluß, Pommern zu verlassen, leicht zu machen, so war es dieß.“